# 克劳迪奥·阿巴多
克劳迪奥·阿巴多（義大利語發音：[ˈklaudjo abˈbaːdo]，1933年6月26日—2014年1月20日），意大利指挥家，柏林愛樂樂團前首席指揮。

## 生平

### 早年
1933年，阿巴多出生于意大利米兰的艺术世家，祖上三代都是艺术家。8岁时阿巴多开始随父母学习小提琴和钢琴，但很快便转向指挥。1949年，得到指挥大师伯恩斯坦鼓励，当时伯恩斯坦来到米兰举行音乐会，阿巴多的父亲担任小提琴独奏，伯恩斯坦曾说阿巴多有“指挥家的眼睛”。
阿巴多在米兰威尔第音乐学院学习作曲、钢琴及指挥，于1955年毕业并获得钢琴学位。在祖宾·梅塔的推荐下，1956年阿巴多进入维也纳音乐学院跟随斯瓦洛夫斯基学习指挥。
1958年，在美国唐格伍德的库塞维茨基国家指挥比赛中获得一等奖。
1963年，赴纽约参加第一届米特罗普洛斯国际指挥比赛荣获第一名，随后获得雷納德·伯恩斯坦推荐，在纽约爱乐擔任5個月的助理指挥。

### 職業生涯
1965年，阿巴多在RIAS藝術節（RIAS Festival）的一次演出，偶然由赫伯特·冯·卡拉扬所得知，卡拉扬邀请阿巴多于當年的萨尔茨堡音乐节中登台（指揮维也纳爱乐乐团）。同年，他亦完成了英國初登場（指揮哈雷管弦樂團），1966年初次指揮伦敦交响乐团。1975年，阿巴多成為倫敦交響樂團的首席客座指揮，1979年後陞任首席指揮（接替安德烈·普列文），1987年卸職。
1969年，阿巴多成为斯卡拉歌剧院乐团首席指挥，繼而在1972年成為音樂總監，1976年改任藝術總監。在斯卡拉任內，阿巴多令樂季時間增加至四個月長，並致力於向藍領階級與學生提供平價的演出節目。此外，除了傳統劇目之外，他亦引入了當代劇作家如达拉皮科拉、诺诺等人之作品。1976年，斯卡拉劇院在阿巴多的率領下前往華盛頓特區，為美國的200年國慶演出。1982年，「斯卡拉愛樂樂團」（Filarmonica della Scala）成立，專責管弦樂曲目的演出活動。直到1986年為止，阿巴多與斯卡拉劇院皆保持著密切且良好的互動。
自1971年起，阿巴多與与维也纳爱乐乐团開始有所往來，1973年，率领乐团在日本、韩国、中国等地巡回。1986年至1991年間，阿巴多擔任维也纳国立歌剧院音樂總監，並兩度在维也纳新年音乐会執棒（1988年、1991年）。
除上述工作外，早期的阿巴多以經常與年輕樂手合作而著名，他是1978年所組成的歐洲共同體管弦樂團的發起人及音樂總監，亦於1988年組成馬勒青年管弦樂團。
美國方面，1968年10月7日，阿巴多在紐約大都會歌劇院初次登場。1982至85年間，他是芝加哥交响乐团的首席客座指揮。八〇年代，曾有阿巴多將繼承纽约爱乐乐团指揮的傳聞，惟並未成真。
柏林時期
1966年12月，阿巴多初次指揮柏林爱乐乐团，繼而在1989年客席指揮該團。樂團團員在卡拉揚逝世後，票選阿巴多繼任首席指揮一職（兼任藝術總監）。任內的阿巴多一秉其路線，大力推廣並支持當代音樂，在節目中引入利盖蒂、布莱兹等人的作品。1994年起，執掌萨尔茨堡复活节音乐节。
1998年，阿巴多宣布將在約滿後（2002年）離任。2000年，他被診斷患有胃癌，必須摘除部分的消化器官以抑制病況。在柏林任期的末期，多次因為健康因素而不得不取消演出行程。

### 晚年
2002年，經療養後復出，並出任琉森節慶樂團藝術總監。該團是琉森音樂節的駐院團體，由阿巴多親近的馬勒室內樂團團員為骨幹，並廣徵一線職業樂團首席演奏家、各領域傑出獨奏家加入。
阿巴多於2004年再次指揮柏林愛樂，曲目為馬勒第6號交響曲，這次演出後來以現場錄音的方式發行，受到好評。此外他亦於2004年起擔任義大利莫扎特管弦樂團（Orchestra Mozart）之藝術總監、音樂總監，並與委內瑞拉的新興團體西蒙·玻利瓦交響樂團有所互動。

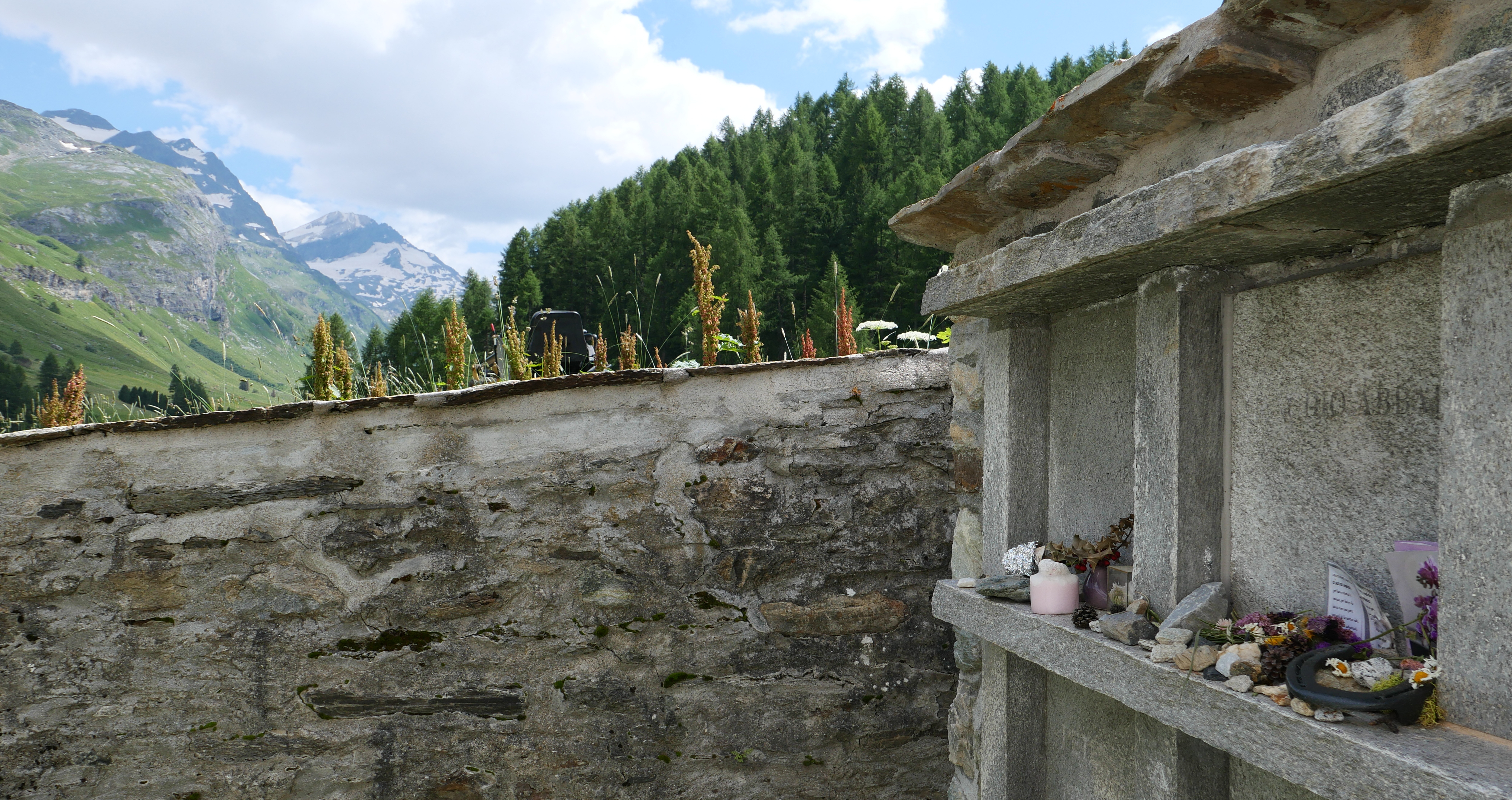
2024 年的甕墓，背景是菲克斯山谷。

2013年8月26日，阿巴多最後一次在琉森音樂節亮相，演出舒伯特與布魯克納作品。2014年1月20日，于博洛尼亚的家中去世，享年80。一週後，斯卡拉愛樂在丹尼尔·巴伦博伊姆的指揮下，於空曠無人的斯卡拉劇院奏響贝多芬第3號交響曲之葬禮行進曲，以為緬懷紀念，群眾則在院外的廣場向大師致意。
阿巴多的遺體被火化，裝有他部分骨灰的甕被安葬在費克斯山谷 15 世紀的費克斯-克拉斯塔教堂的墓地裡。它是錫爾斯瑪麗亞市的一部分，錫爾斯瑪麗亞是瑞士格勞賓登州的一個村莊，阿巴多在那裡有一個度假屋。

## 評價
阿巴多的指挥尊重原谱，非常有生气。他最拿手的曲目是德国、奥地利作曲家的大型管弦乐作品。录有贝多芬交响曲（DG）、孟德爾頌交响曲（DG）、马勒交响曲（DG）。
正面評價
- 阿巴多的才華早就引起卡拉揚的注意及賞識，他在世時曾經說：「當今年輕一輩的指揮家中，就屬阿巴多和梅塔最優秀」[來源請求]。

阿巴多的支持者認為阿巴多尊重原譜的指揮風格是對作曲家的尊重，把樂曲內容準確的呈現，甚至有人把阿巴多形容為「第二個托斯卡尼尼」。
另外，阿巴多近幾年錄製的唱片較以往受歡迎，尤其是他與琉森節慶管弦樂團合作錄製的馬勒《第二交響曲》更被普遍認為是該樂曲其中一個最出色的版本。
負面評價
部分樂迷認為阿巴多尊重原譜的指揮風格令樂曲變得較為沉悶乏味，演繹大型編制的樂曲並不理想，只適合指揮一些小品。
與此同時，有樂迷指出阿巴多接任成為柏林愛樂樂團首席指揮後，並沒有致力於訓練樂團，以致該團的素質下降。不過，亦有許多人對此持相反之意見。
此外，亦有人認為阿巴多的指揮動作即興性太強，令人難以捉摸。

## 獲獎與榮譽
- 庫塞維茲基獎，1958年[10]
- 義大利一等騎士大十字勳章，1984年7月12日[30]
- 馬勒獎，1985年[31]
- 法國二等大十字勳章，1986年[31]
- 西門子獎，1994年[32][33][34]
- 波蘭文化與藝術功勳獎章，1997年1月13日[11][35]
- 德國星級肩帶大十字勳章，2002年[36]
- 高松宮紀念賞，2003年[37]
- 英國皇家愛樂協會金牌獎，2003年[38]
- 沃爾夫獎，2008年[39]
- 義大利參議院終身參議員，2013年8月30日[40]
- 維也納愛樂樂團金環獎、尼可萊獎[41]

此外，费拉拉、劍橋、亞伯丁、哈瓦那等地的多個大學與學術機構皆授予阿巴多榮譽博士的頭銜。

## 作品節選

### 商業錄音
阿巴多與Decca、DG、Columbia與EMI等一線大廠均有合作，他的歌劇作品特別受到歡迎，曾為他贏得金音叉獎（1966年及1967年）、法國唱片大獎（1967年）。他亦是德國唱片大獎（Deutscher Schallplattenpreis，1968年）、愛迪生獎（1968年）以及葛萊美獎（1997年、2005年）等主要唱片獎項的得主。以下列舉部分的錄音作品：
- 利盖蒂、诺诺、布莱兹與里姆作品集，維也納青年合唱團（Wiener Jeunesse-Chor），维也纳爱乐乐团，DG，1990年
- Sweet, Sharon. Jerusalem, Siegfried. Lipovšek, Marjana. Welker, Hartmut. Langridge, Philip. Sukowa, Barbara.  (CD). Deutsche Grammophon. Barcode 028943994422.
- Studer, Cheryl. Meier, Waltraud. Jerusalem, Siegfried. Terfel, Bryn.  (CD). Deutsche Grammophon. Barcode 028943976824. Live from Berlin 31 December 1993.

### 影像
- 1992年維也納新年音樂會
- 紀錄片Claudio Abbado, Hearing the silence

## 影響及其他
2006年起，「克劳迪奥·阿巴多作曲獎」（Claudio Abbado Kompositionspreis）由柏林愛樂樂團開辦，旨在獎勵當代音樂創作。該獎項繼而於2006年、2010年、2014年續辦。

## 個人生活
阿巴多於1956年與歌者焦万纳·卡瓦佐尼（Giovanna Cavazzoni，1931－2016）結為連理，他們育有一子一女，這一段婚姻以離婚作收。阿巴多與加布里埃拉·坎塔卢皮（Gabriella Cantalupi）梅開二度，亦有一子。
阿巴多與小提琴家維多利亞·穆洛娃曾有短暫的關係，兩人亦有一子。
阿巴多的姪子羅伯特亦是指揮。